# Tapes platyptycha
Tapes platyptycha is een tweekleppigensoort uit de familie van de Veneridae. De wetenschappelijke naam van de soort is voor het eerst geldig gepubliceerd in 1901 door Pilsbry.